# 1712 год в музыке

## События
- Георг Фридрих Гендель повторно переезжает в Лондон.
- Иоганн Георг Пизендель присоединился к придворному оркестру в Дрездене.
- 25 марта — приблизительная дата премьеры пастиччо St Mark Passion Иоганна Себастьяна Баха в часовне замка Вильгельмбург (Шмалькальден).

## Классическая музыка
- Франческо Антонио Бонпорти — Opus X для скрипки.
- Генри Кэри — гимн The Lord My Pasture Shall Prepare на стихи Джозефа Аддисона.
- Бенедетто Марчелло — Сонаты для блокфлейты и бассо континуо.
- Франческо Мария Верачини — оратория Il trionfo della innocenza patrocinata da S. NiccoI.
- Доменико Циполи — оратория San Antonio di Padova.

## Опера
- Андре Кампра — музыкальная трагедия «Идоменей» (Idomenée).
- Георг Фридрих Гендель — «Верный пастух» (итал. Il pastor fido).
- Джон Хьюз (1677—1720) и Иоганн Эрнст Галлиард (ум. 1747) — «Калипсо и Телемах» (Calypso and Telemachus)[1]
- Антонио Лотти — «Порсенна» (Porsenna).

## Родились
- Январь
  - Дэвид Оуэн (англ. David Owen), валлийский арфист и композитор (умер в августе 1741).
  - Сесили Янг (англ. Cecilia Young), английская певица-сопрано, дочь композитора Чарльза Янга и жена композитора Томаса Арна (умерла 6 октября 1789).
- 17 января — Чарльз Джон Стэнли (англ. Charles John Stanley), английский композитор и органист (умер 19 мая 1786).
- 24 января — Фридрих II (король Пруссии), был известен как любитель музыки, музыкант и композитор (умер 17 августа 1786).
- 13 марта — Исфрид Кайзер (нем. Isfrid Kayser), немецкий композитор (умер 1 марта 1771).
- 28 июня — Жан-Жак Руссо, французский писатель, мыслитель, композитор и дилетант-музыковед (умер 2 июля 1778).
- Июль — Джон Хебден (англ. John Hebden), британский музыкант и композитор (умер в 1765).
- 1 декабря — Бернхардт Кристиан Вебер (Bernhard Christian Weber), немецкий композитор (умер в 1758).
- дата неизвестна
  - Джон Кристофер Смит (англ. John Christopher Smith), английский композитор, личный секретарь Георга Фридриха Генделя (умер в 1795).
  - София Шрёдер (швед. Sophia Schröder), шведская сопрано немецкого происхождения, первая женщина ставшая концертной вокалисткой королевского оркестра Kungliga Hovkapellet (умерла 29 января 1750).[2]

## Скончались
- Апрель — Ламбер Шомон (фр. Lambert Chaumont), южнонидерландский (валлонский) священник, барочный композитор и органист (родился в 1630).
- 29 апреля — Хуан Баутиста Хосе Кабанильес (исп. Juan Bautista José Cabanilles), испанский органист и композитор Валенсийского собора (родился 6 сентября 1644).
- 4 августа — Иоанн Жакоб де Нёвиль (фр. Johann Jacob de Neufville), композитор.
- 7 августа — Фридрих Вильгельм Цахов (нем. Friedrich Wilhelm Zachow), немецкий органист и композитор (род. 14 ноября 1663).
- 26 августа — Себастьян Антон Шерер (нем. Sebastian Anton Scherer), немецкий барочный органист и композитор (род. 3 октября 1631).
- 30 сентября — Иоганн Михаэль Цахер (нем. Johann Michael Zacher), австрийский композитор (крещён 6 августа 1651).
- 6 ноября — Иоганн Бернхард Штаудт (нем. Johann Bernhard Staudt), австрийский иезуит и композитор (родился 23 октября 1654).
- дата неизвестна — Карло Алессандро Гвиди (итал. Carlo Alessandro Guidi), итальянский лирический поэт, главный основатель римской академии L’Arcadia (родился 1650).